# ر. أ. ماكونيل
ر. أ. ماكونيل (بالإنجليزية: R. A. McConnell)‏ هو فيزيائي أمريكي، ولد في 1914، وتوفي في 2006.